# 米兰·苏萨克
米兰·苏萨克（Milan Šušak，1984年1月29日—）是一名塞尔维亚裔澳大利亚足球运动员，现效力于伊朗足球超级联赛球队塞帕汉，司职后卫。

## 俱乐部生涯
苏萨克在新南威尔士州足球超级联赛球队悉尼奥林匹克开始职业足球生涯。2002年，苏萨克前往塞尔维亚和黑山，加盟塞超球队伏伊伏丁那。他在伏伊伏丁那效力五个赛季，仅为球队在联赛中出场16次，并先后被租借到低级别球队维特尼克和CSK皮瓦拉效力。
2007年夏季，苏萨克回到澳大利亚，在澳大利亚职业足球联赛球队阿德莱德联试训，他凭借季前训练赛的优异表现于7月26日获得一份为期一年的合同。2008年夏季，在队友保罗·阿格斯蒂诺的推荐下，苏萨克前往德国足球丙级联赛球队翁特哈兴试训，并在6月5日和球队签订1+1的合同。在德国两年后，苏萨克于2010年回国加盟布里斯班狮吼。2011年，苏萨克曾短暂加盟印度尼西亚球队米南加保，之后又和阿德莱德联签约两年，参加2011/12赛季澳职联赛。
2012年2月，苏萨克以20万澳元的身价转会加盟中国足球超级联赛球队天津泰达。2月25日，他在2012年中国足球协会超级杯天津泰达1比2不敌广州恒大的比赛中首发登场，首次代表天津泰达在正式比赛中亮相。
2012年12月5日，苏萨克和伊朗足球超级联赛球队塞帕汉签约一年半。

## 荣誉
布里斯班狮吼
- 澳大利亚职业足球联赛常规赛冠军：2010–2011
- 澳大利亚职业足球联赛季后赛冠军：2010–2011